# Daniel Addo
Daniel Addo (Acra, Ghana, 6 de noviembre de 1976) es un exfutbolista ghanés.

## Trayectoria
Hizo su debut profesional en el Bayer Leverkusen. Fue internacional con la selección de fútbol de Ghana y disputó la Copa Africana de Naciones 1996 y la edición de 2000. Jugó para la selección de fútbol sub-17 de Ghana en la Copa Mundial de Fútbol Sub-17 de 1991, y también apareció en la Copa Mundial de Fútbol Sub-17 de 1993. Con la sub-20, jugó la Copa Mundial de Fútbol Sub-20 de 1993.